# Revaz Cseidze
 Revaz "Rezo" Cseidze (grúzul: რევაზ "რეზო" ჩხეიძე; Kutaiszi, 1926. december 8. – Tbiliszi, 2015. május 3.) grúz filmrendező, forgatókönyvíró, egyetemi tanár, a Szovjetunió népművésze, aki leginkább szovjet korszakbeli drámafilmjeiről ismert, köztük az 1964-es második világháborús témájú Egy katona apja című filmjéről.

## Életpályája
Kutaisziban született, apja David Cseidze író volt, akit az 1937-es nagy tisztogatás során kivégeztek. 1943-tól 1946-ig a Tbiliszi Állami Színházi Intézetben tanult színészetet, majd 1949-1953 között Szergej Ioszifovics Jutkevics és Mihail Iljics Romm irányítása alatt Moszkvában, a Geraszimov Filmművészeti Intézetben tanult. Cseidze 1953 és 2008 között tizenkét filmet és egy televíziós minisorozatot rendezett. A Tengiz Abuladzével közösen rendezett Magdana szamara című filmjével vált ismertté, amely elnyerte az 1956-os Cannes-i Filmfesztivál legjobb kisjátékfilmjének díját. 1964-ben készült Egy katona apja című filmje bekerült a 4. Moszkvai Nemzetközi Filmfesztiválra. Az 1972-es Facsemeték oklevelet nyert a 8. Moszkvai Nemzetközi Filmfesztiválon.
A szovjet korszakban Cseidze a Kommunista Párt tagja volt, és 1963 és 1981 között a Grúz SzSzK Filmművészeti Unió titkáraként is dolgozott, amely akkoriban a terület legfőbb döntéshozó testülete volt. Ezenkívül 1974-ben és 1979-ben kétszer is beválasztották a Szovjetunió Legfelsőbb Tanácsába. 1973-ban kinevezték a Grúzia-Film stúdiójának ügyvezető igazgatójává, ezt a pozíciót megszakításokkal az 1990-es évekig töltötte be.
Cseidze kitüntetései és elismerései között szerepelt a Szovjetunió Népművésze cím (1980), az Össz-Unios Filmfesztivál díja (1973, 1981), Lenin-díj (1986), Grúzia Becsületrendje (1996) és Tiszteletbeli kitüntetés. Tbiliszi díszpolgára (2001). 2013-ban a grúz kulturális minisztérium a tbiliszi Rustaveli mozi előtt emlékhelyet nyitott a tiszteletére
Revaz Cseidze 2015. május 3-án halt meg, május 7-én temették el a tbiliszi Didube Pantheonban.
Lánya, Tamar (1960-) történész és az egykori szovjet korszak disszidense, aki az 1980-as években és az 1990-es évek elején Grúzia politikai életében is tevékenykedett.

## Válogatott filmográfia
- Magdana szamara (1956)
- Egy katona apja (1964)
- Facsemeték (1972)

## Filmográfia
Rendezőként
- Borisz Paicsadze (1953)
- Az udvarunkban (1956)
- Maia Cskneteli (1959)
- Kincs (1961)
- Zgvis biliki (1962)
- Egy katona apja (1964)
- Nézd ezeket a fiatalokat! (1969)
- Facsemeték (1972)
- Föld, ez a te fiad (1980)
- Tskhovreba Don Kikhotisa da Sancho Pansasi (1988) (tévé-minisorozat)
- Matskhovris Saplavze Antebuli Santeli (2008)

Íróként
- Qeratmiani qalishvili (1968) (tévérövidfilm)
- Föld, ez a te fiad (1980)
- Tskhovreba Don Kikhotisa da Sancho Pansasi (1988) (tévé-minisorozat)
- Matskhovris Saplavze Antebuli Santeli (2008)

## Fordítás
Ez a szócikk részben vagy egészben  a   Revaz Chkheidze című angol Wikipédia-szócikk ezen változatának fordításán alapul.  Az eredeti cikk szerkesztőit annak laptörténete sorolja fel. Ez a jelzés csupán a megfogalmazás eredetét és a szerzői jogokat jelzi, nem szolgál a cikkben szereplő információk forrásmegjelöléseként.